# Konan I., bretonski vojvoda
Konan I. († 27. lipnja 992.) bio je grof Rennesa i vojvoda Bretanje od 990. do svoje smrti.
Konan je bio sin grofa Judicaela Berengara. Supruga vojvode Konana bila je Ermengarda Gerberga, pripadnica dinastije Anjou.

## Konanova i Ermengardina djeca
- Gotfrid I.[1]
- Judita Bretonska
- Judicael
- Hernod
- Catuallon